# Plomo del Pujol de Gasset

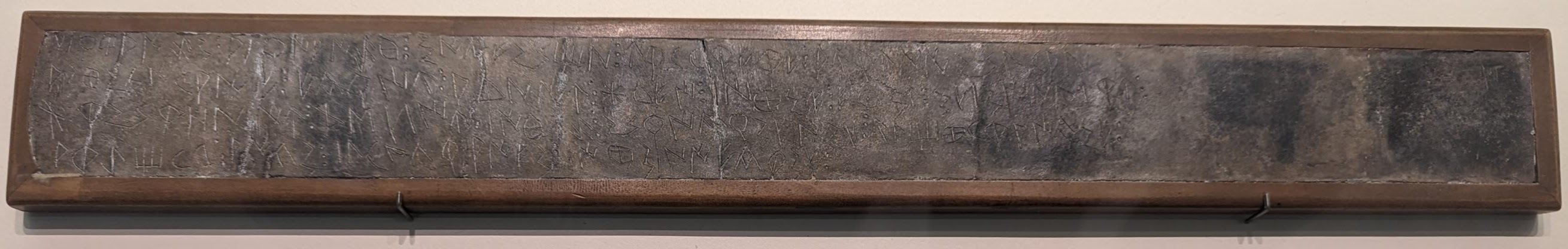
El plomo de Pujol.

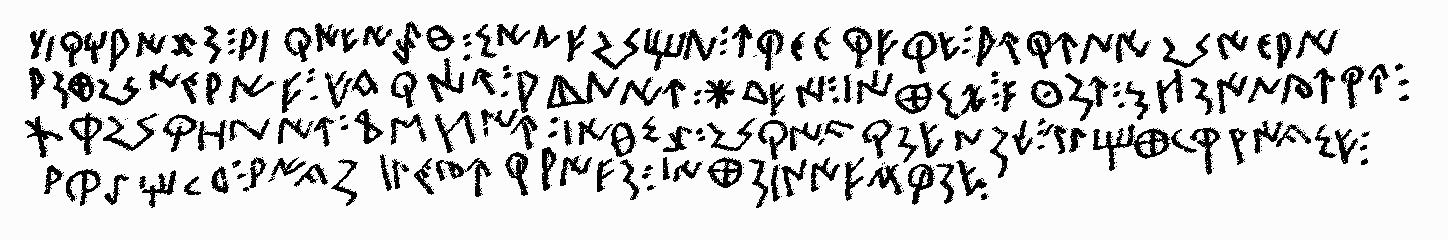
Texto inscrito.

El plomo del Pujol de Gasset, o simplemente Plomo de Pujol es una lámina de plomo del siglo III a. C. con inscripciones en escritura íbera nororiental, encontrado en el siglo XIX en Castellón de la Plana. Debido al contexto funerario en el que se encontró, se ha pensado que podría ser una execratio o maldición contra los enemigos del difunto.

## Historia
El plomo fue hallado en 1851 en el término de Castellón de la Plana, siendo enviado por el Gobernador Civil de Castellón al director de la Academia de Arqueología del Príncipe Alfonso. Tras una larga polémica entre la Academia de Arqueología y la Real Academia de la Historia, el plomo fue a parar al Museo Arqueológico Nacional en 1888.

## Características

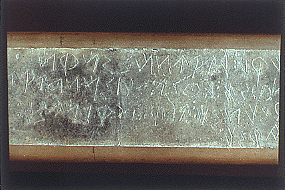
Ampliación de una sección parcial del plomo inscrito.

La lámina de plomo tiene una longitud de 45,50 cm, con una anchura de 5,80 cm y un grosor de 1,50 cm. El texto consta de 153 signos íberos distribuidos a lo largo de cuatro líneas, con agrupaciones de símbolos separadas empleando líneas verticales formadas por tres o cuatro puntos. El objeto ha sido fechado en torno al siglo III a. C. y por su ubicación geográfica (centro de la provincia de Castellón) habría sido producido por los edetanos o los ilercavones.

## Transcripción
La transcripción del texto según Silgo Gauche (2004):
1. ybaŕtiaikis: abaŕieikite: sinebetin: uŕkekeŕeŕe: auŕunibeikeai

2. astebeikeaie: ekaŕiu: atuniu: botuei: baiteski: ekusu: sosinbiuŕu

3. boŕbeŕoniu: kośoiu: baiteski: beŕikaŕsense: ultitekeŕaikase

4. aŕkitiker: aikas: balkebiuŕaies: baitesbaniekaŕse
La transcripción que muestra el museo proviene de Untermann (MLH III F.6 1, 1990):
1. mbartiaik'is: abarieik"ite: sinebet'in: urk'erere: aurunibeik'eai

2. ast'ebeik'eaie: ek'ariu: at'uniu: botuei: bait'esk'i: ekusu: sosinbiuru

3. borberoniu: kosoiu: baitesk'i: berikarsense: ult'it' ekeraikase

4. arkit'iker: aikas: balk"ebiuraies: bait'esbanieik'arse